# Estadio Monclova
El Kickapoo Lucky Eagle es un estadio de béisbol localizado en Monclova, Coahuila, México. Es casa de los Acereros del Norte, equipo que forma parte de la Liga Mexicana de Béisbol.
El primer partido disputado en este escenario de LMB, aconteció el  16 de marzo de 1975 con un partido entre los Mineros de Coahuila y los desaparecidos Alijadores de Tampico. 
Dicho inmueble luce en su barda el número 7, que portara el inmortal Aurelio Rodríguez y que fuera retirado como un homenaje a la trayectoria de quien fuera mánager del equipo Acerero, También se encuentra el número 2 que portaba Leo Valenzuela por su trayectoria como jugador de los Acereros del Norte y el número 31 que portara Ricardo Sáenz.

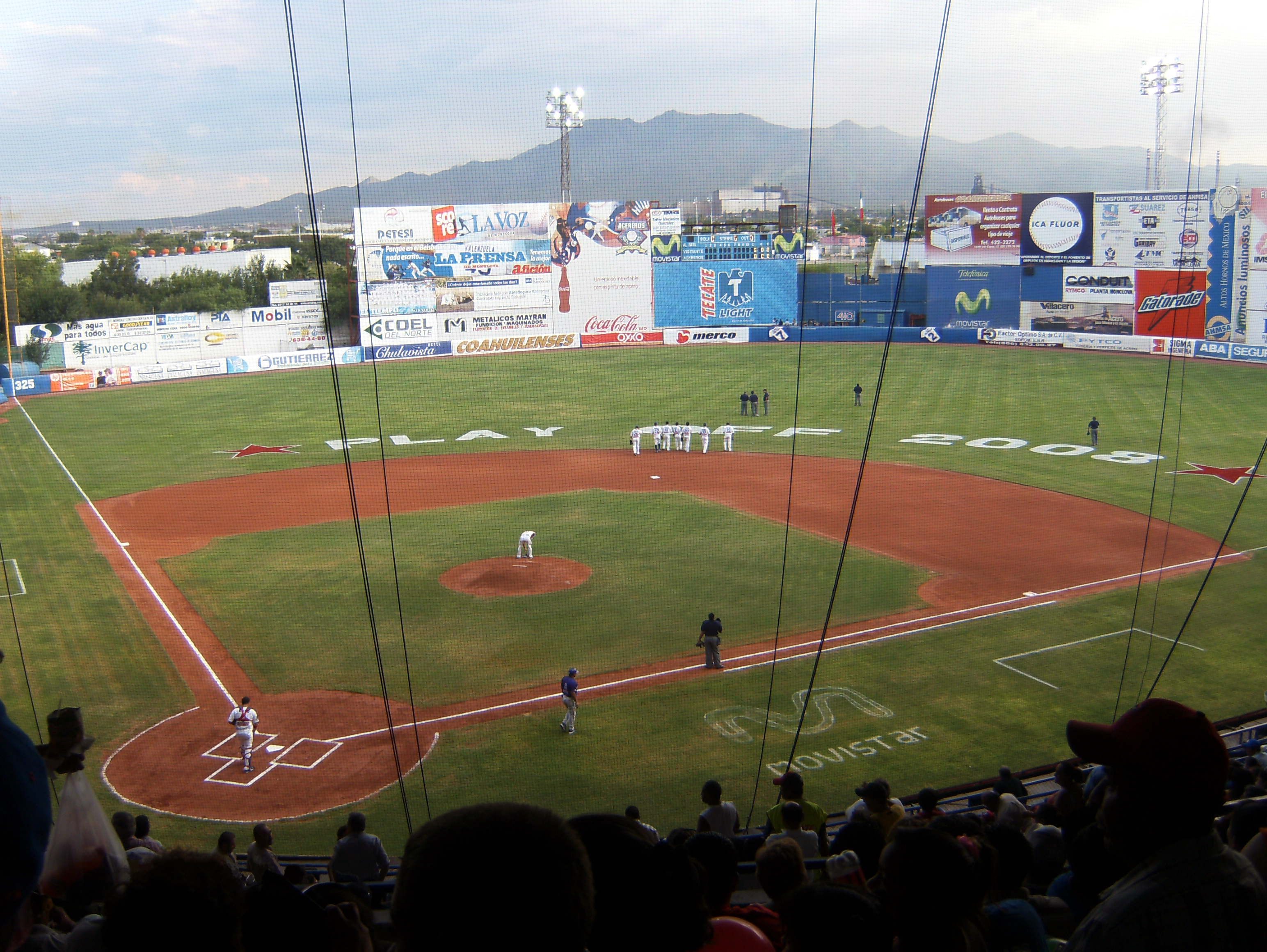
Estadio kickapoo lucky eagle en los Play Offs 2008.

Otros jugadores renombrados que han jugado en este estadio son: Baltazar Valdez, Joel Serna, Donald Cañedo, Alfonso Rosario, además de los pitchers Wong Kuk Lee y Guy Normand.
Para el año de 1996, Acereros sufre una transformación total al tomar las riendas del equipo el Ing. Donaciano Garza Gutiérrez, quien fungía como director del área "Acero" de la empresa Altos Hornos de México, es cuando empieza la evolución de las instalaciones del Estadio kickapoo lucky eagle y de la organización en general.
En 1997 y 2022 el Estadio kickapoo lucky eagle  fue sede del Juego de Estrellas de la Liga Mexicana de Béisbol.
En el 2007 fue reconocido como el mejor Terreno de Juego por parte de la Minor League Asociation.
El estadio Cuenta con un gimnasio para jugadores, palcos panorámicos, área esencial para personas con capacidades diferentes, etc.
El Estadio kickapoo lucky eagle  se remodeló de nuevo para la Temporada 2011, entre lo más sobresaliente es que se instaló la pantalla de mejor definición del circuito de LMB.
Para la temporada 2012 el Estadio kickapoo lucky eagle se remodeló de nuevo, contando en un 80% con butacas abatibles, lo que lo deja como uno de los más cómodos de la Liga Mexicana de Béisbol, el resto del estadio tiene sillas normales.